# Wadgasserhof
Der Wadgasserhof ist ein ehemaliges mittelalterliches Hospital und heute Bestandteil des Theodor-Zink-Museums in der Kaiserslauterer Altstadt.
Das Gebäude an der heutigen Steinstraße hat seinen Ursprung als Hospital mit angegliedertem Wirtschaftshof, das die Prämonstratenserabtei Wadgassen im Mittelalter gründete. Außerhalb der Stadtmauer befand sich der zum Wadgasserhof gehörige Landbesitz. Im Erdgeschoss findet sich eine Kapelle, die 1475 umgestaltet wurde. Zur Unterstützung dieses Zweckes gewährten am 21. Februar 1476 in Rom, der Kardinalbischof Filippo Calandrini (1403–1476, Halbbruder von Papst Nikolaus V.), der Kardinalpriester Stefano Nardini († 1484, früherer Nuntius in Deutschland) und Kardinaldiakon Francesco Gonzaga († 1483, Sohn der Barbara von Hohenzollern) einen Ablass für Besucher und Wohltäter der Kapelle. Dies geschah auf Bitte des dortigen Priesters Bernhard Brim und des Laienbruders Peter. Am 4. Juni 1477 verlieh in Kaiserslautern der Speyerer Weihbischof Johann von Isenberg († 1484) der bereits geweihten Kapelle einen weiteren Ablass und bestätigte deren Kirchweihfest für den Sonntag nach Maria Himmelfahrt.
Nach Einführung der Reformation in Kaiserslautern wurde die Kapelle profaniert. 1619 ging der Hof an den Pfalzgrafen Philipp Ludwig von Pfalz-Lautern, der ihn vom Abt Johann Berus von Wadgassen erwarb. Unter dessen Witwe, die den Hof als Sommerwohnsitz verwendete, entstanden Gartenhäuser und ein Sudhaus. Nach Ende des Dreißigjährigen Krieges wechselte der Hof mehrmals seine privaten Besitzer. Um 1730 entstand im Obergeschoss eine Stuckdecke mit Bandelwerkornamenten und Puttenallegorien. Ab 1805, nach der Versteigerung des Hofs als Nationalgut, folgten mehrfach bauliche Veränderungen.
Als 1970 die Kaiserslauterer Altstadtsanierung anstand, sollte der damals heruntergekommene Hof abgerissen werden. Als die Kapelle wiederentdeckt wurde, entschied man sich jedoch zum Erhalt. Der Hof ging in städtischen Besitz über und wurde ab 1985 saniert und restauriert, wobei neben dem Stuckzimmer auch ein Weihekreuz in der Kapelle im Erdgeschoss rekonstruiert wurde.
Heute ist das Gebäude Bestandteil des gegenüberliegenden Theodor-Zink-Museums. Es sind ständig volkskundliche und kunsthandwerkliche Gegenstände aus den Museumsbeständen sowie wechselnde Ausstellungen zu sehen.

## Weblink
- Website zum Wadgasserhof